# Erwin Sánchez
 (décembre 2018).
Si vous disposez d'ouvrages ou d'articles de référence ou si vous connaissez des sites web de qualité traitant du thème abordé ici, merci de compléter l'article en donnant les références utiles à sa vérifiabilité et en les liant à la section « Notes et références ».
Erwin Sánchez Freking est un footballeur bolivien né le 19 octobre 1969 à Santa Cruz de la Sierra. Meneur de jeu, il était surnommé Erwin "Platini" Sánchez en Bolivie en raison de son aisance technique.
Il est à ce jour le seul buteur bolivien en Ligue des Champions (3 buts en 12 matchs pour Boavista lors de  l'édition 2001-2002).

## Biographie
Après avoir commencé le football à Nuevo Horizonte puis Tahuichi Aguilera, Erwin Sánchez entame sa carrière professionnelle dans le club Destroyers Santa Cruz, puis à Bolívar La Paz, avant d'être recruté à l'âge de 21 ans par le Benfica Lisbonne. Après la première saison le club lisboète envoie le jeune bolivien en prêt à Estoril. Il est finalement transféré à Boavista où il passe ses meilleures années, remportant la coupe et la supercoupe du Portugal en 1997. Après deux retours avortés à Lisbonne, Sánchez termine sa carrière à Boavista qui s'impose dans le championnat du Portugal en 2001, interrompant ainsi la domination des trois grands clubs lusitaniens, Benfica, le Sporting de Lisbonne et le FC Porto. Il prend part à l'édition 2001-2002 de la Ligue des champions.
Erwin Sánchez fait ses débuts en équipe de Bolivie dès 1989, il dispute la coupe du monde 1994 et le 27 juin inscrit le premier but bolivien de l'histoire de la coupe du monde lors de la défaite de la Verde face à l'Espagne.

## Statistiques

### En sélection nationale
| Saison                | Sélection             | Phases finales                                    | Phases finales | Phases finales | Éliminatoires CDM | Éliminatoires CDM | Matchs amicaux | Matchs amicaux | Total | Total |
| Saison                | Sélection             | Compétition                                       | M              | B              | M                 | B                 | M              | B              | M     | B     |
| --------------------- | --------------------- | ------------------------------------------------- | -------------- | -------------- | ----------------- | ----------------- | -------------- | -------------- | ----- | ----- |
| 1988-1989             | Bolivie               | Copa América 1989                                 | 3              | 0              | -                 | -                 | 5              | 0              | 8     | 0     |
| 1989-1990             | Bolivie               | -                                                 | -              | -              | 4                 | 1                 | -              | -              | 4     | 1     |
| 1990-1991             | Bolivie               | Copa América 1991                                 | 3              | 1              | -                 | -                 | -              | -              | 3     | 1     |
| 1992-1993             | Bolivie               | Copa América 1993                                 | 1              | 0              | 2                 | 3                 | 1              | 0              | 4     | 3     |
| 1993-1994             | Bolivie               | Coupe du monde 1994                               | 3              | 1              | 6                 | 2                 | 4              | 1              | 13    | 4     |
| 1995-1996             | Bolivie               | -                                                 | -              | -              | -                 | -                 | 1              | 1              | 1     | 1     |
| 1996-1997             | Bolivie               | Copa América 1997                                 | 6              | 3              | 3                 | 0                 | -              | -              | 9     | 3     |
| 1997-1998             | Bolivie               | -                                                 | -              | -              | 1                 | 0                 | -              | -              | 1     | 0     |
| 1998-1999             | Bolivie               | Copa América 1999 + Coupe des confédérations 1999 | 3+3            | 1+0            | -                 | -                 | -              | -              | 6     | 1     |
| 1999-2000             | Bolivie               | -                                                 | -              | -              | 3                 | 1                 | -              | -              | 3     | 1     |
| 2000-2001             | Bolivie               | Copa América 2001                                 | -              | -              | 1                 | 0                 | -              | -              | 1     | 0     |
| 2004-2005             | Bolivie               | -                                                 | -              | -              | 4                 | 0                 | -              | -              | 4     | 0     |
| Total sur la carrière | Total sur la carrière | Total sur la carrière                             | 22             | 6              | 24                | 7                 | 11             | 2              | 57    | 15    |

## Palmarès
- Vainqueur de la Coupe du Portugal en 1997 avec Boavista ;
- Vainqueur de la Supercoupe du Portugal en 1997 avec Boavista ;
- Champion du Portugal en 2001 avec Boavista.

## Statistiques
- 57 sélections avec l'équipe de Bolivie (15 buts marqués).